# برند کلیننر
برند کلیننر (انگلیسی: Bernd Klingner؛ زادهٔ ۲۸ ژانویهٔ ۱۹۴۰) تیرانداز اهل آلمان بود.
وی همچنین برندهٔ جوایزی همچون برگ بوی نقره‌ای شده‌است.
وی در مسابقات کشوری و بین‌المللی در مجموع برندهٔ ۱ مدال طلا شده‌است.